# Khams Djouamaa
Khams Djouamaa là một đô thị thuộc tỉnh Médéa, Algérie. Dân số thời điểm năm 2002 là 7.588 người.